# Løgnin
Løgnin (også kaldt Lygnin og Lyngenfjorden) er en fjordarm af Namsenfjorden i Namsos og den tidligere  Namdalseid kommune i Trøndelag fylke i Norge. Fjorden har indløb mellem Stangaråa i vest og Skaftodden i øst, lige vest for Bangsund, og går 11 kilometer mod sydvestr til Sjøåsen i bunden av fjorden.
Gården Altin ligger på vestsiden af fjorden inderst i Altbukta. Lidt længere mod syd ligger gården  Gryta på den anden side. Inderst i fjorden ligger Sjøåsen hvor Årgårdselva munder ud i fjorden. Fylkesvej 17 går langs østsiden af fjorden, mens fylkesvej 766 går på vestsiden.